# 隂山英男
隂山 英男（かげやま ひでお、1958年3月7日 - ）は、日本の教育者。立命館小学校副校長、立命館大学教育開発推進機構教授。安倍内閣の諮問機関「教育再生会議」委員を歴任。元大阪府教育委員会委員長。
JAPAN MENSA会員。
「隂」は「陰」の異体字であり、陰山 英男とも表記される。

## 経歴
兵庫県朝来郡和田山町（現・朝来市）出身。岡山大学法文学部法学科卒業。学生時代は放送文化部に所属しアナウンサーを目指すが挫折。佛教大学通信教育部にて教員免許を取得、兵庫県尼崎市立園和小学校、兵庫県城崎郡日高町立三方小学校で教師を務める。教師時代は典型的な“でもしか先生”であったが、同僚教師の過労死を切っ掛けに「命を大切にするなら、まず教師から。自分を犠牲にする教育実践など意味はない」と、授業改革に目覚める。
1989年、朝来町立（現在は合併により朝来市立）山口小学校に赴任。在職当時、同僚、父母なども巻き込んで基礎学力向上のためのメソッドの開発を進め、岸本裕史が提唱した百ます計算やインターネットの活用、科学実験、そして日常の生活を見直すチェックシートの活用など、さまざまな工夫を重ねて、成果を上げる。
また、現場の教員たちの自主的な研究会「学力の基礎を鍛えどの子も伸ばす研究会」に小河勝らと共に所属。広島県尾道市教育委員会による校長の公募に応じて、2003年4月より尾道市立土堂小学校（文部科学省指定研究開発学校）の校長に就任。
2006年4月より、京都市北区に開校の立命館小学校副校長に就任（立命館大学教授を兼務）。同年10月、政府の教育再生会議委員に就任（2008年1月まで）。
2008年10月1日、大阪府教育委員（非常勤）に就任（2012年から委員長（非常勤））。
2011年12月7日、教育基本条例案を巡って、隂山委員長は「現行の法体系では、知事が学校目標を決めるのは難しい」と条例案の問題点を指摘した。条例案が掲げる正副校長の任期付き公募については「私も推進する立場だが、応募者や適任者の確保が難しい」と述べた。
2012年からは福岡県飯塚市の学力アドバイザーを引き受け、市内一斉に隂山式の授業が展開されることになった。その結果、劇的な学力向上が達成され、それがモデルとなり、離接の田川市、宮崎県延岡市、新潟県糸魚川市などに広がった。
2015年3月12日に中原徹大阪府教育長が部下へのパワーハラスメント問題をきっかけに辞職。翌13日、隂山委員長も緊急記者会見を開き、同月末で教育委員長及び委員を辞職する考えであることを明らかにした。中原前教育長の友人である橋下徹大阪市長から、連日隂山委員長に対する批判がなされていた他、松井一郎大阪府知事からも辞職を促されていた。
2016年に小河勝と田川市学力向上アドバイザーになった。

## 特徴
「百ます計算」ばかりがメディアでは注目される結果となったが、隂山の教育法の根底にあるのは「基礎的な生活習慣を身につけさせること」と「反復練習」であり、「百ます計算」は後者の一部に過ぎない。
またこうした実践は、社会科のフィールドワークや理科のおもしろ実験など、教科書にはない創造的な授業を生み出す時間的な余裕を作ることが目的であった。
また、一般的に隂山の名を世に知らしめるきっかけになったのが「百ます計算」である。その為、世間では「『百ます計算』は隂山英男が発案した。」との誤解はあるが前述の通り、岸本裕史が考案したものである。むしろ注目されるのは、1年分以上の漢字を一気に教える指導法で、福岡県田川市においては市内の児童の全員の漢字力の向上などが達成されている。

### 隂山メソッドの主な特徴
- 朝食は必ず摂らせる。米飯食が望ましい（腹持ちが良い為）。朝食を摂らせないことは虐待と同じと言い切る。
- 遅くとも22時には就寝させ、テレビは出来るだけ見せない。
- 深夜まで塾などで勉強させることは推奨しない。
- 勉強には集中力が必要。長く勉強しても効果はない。
- 勉強に集中するためには睡眠が不可欠。睡眠時間の短い子には正答率が低い傾向が見られるが、逆に長すぎても正答率が低い傾向にある。

## 主な著作・共著

### 2000年代
- 『やっぱり『読み・書き・計算』で学力再生 兵庫県山口小学校10年の取り組み』小学館、2001年4月。ISBN 4-09-253525-2。岸本裕史との共著。
- 『子供は無限に伸びる ある公立小学校教師の「学力再生」実践記』PHP研究所、2002年2月。ISBN 4-569-61936-3。
- 『本当の学力をつける本 学校でできること家庭でできること』文芸春秋、2002年3月。ISBN 4-16-358320-3。
- 『学力低下を克服する本 小学生でできること中学生でできること』文芸春秋、2003年1月。ISBN 4-16-359350-0。小河勝との共著。
- 『「陰山学級」学力向上物語 山口小学校で私が教えたこと、学んだこと』PHP研究所、2003年8月。ISBN 4-569-62968-7。
- 『陰山メソッド家族の学習奮闘記 30家族の成功例』エクスナレッジ、2003年12月。ISBN 4-7678-0324-1。
- 『川島隆太・陰山英男・杉田久信の驚異の学力づくり』フォーラム・A、2004年4月。ISBN 4-89428-313-1。
- 『奇跡の学力土堂小メソッド』文芸春秋、2004年4月。ISBN 4-16-365840-8。
- 『陰山英男の「校長日記」』小学館、2004年6月。ISBN 4-09-345363-2。
- 『欠点を長所にすると学力はグーンと伸びる! いますぐ親ができる家庭学習27のメソッド』小学館、2005年4月。ISBN 4-09-345367-5。
- 『子供は無限に伸びる 「陰山学級」学力向上物語』PHP研究所〈PHP文庫〉、2005年5月。ISBN 4-569-66381-8。
- 『学力の新しいルール』文藝春秋、2005年9月。ISBN 4-16-367480-2。
- 『学力はこうして伸ばす! 今、あなたが子どもにできること』学研、2005年9月。ISBN 4-05-402780-6。
- 『学力をつける100のメソッド』PHP研究所〈PHP文庫〉、2006年3月。ISBN 4-569-66594-2。和田秀樹との共著。
- 『学力低下を克服する本 小学生でできること中学生でできること』文藝春秋〈文春文庫〉、2006年12月。ISBN 4-16-771716-6。小河勝との共著。
- 『学力は家庭で伸びる 今すぐ親ができること41』小学館〈小学館文庫〉、2007年2月。ISBN 978-4-09-408153-4。
- 『陰山式脳トレ聴写 聴いたことを書き写すだけで、脳が若返る!』学研、2007年12月。ISBN 978-4-05-403639-0。
- 『家庭力 子どもの学力向上と幸せのために親ができること』主婦と生活社、2008年10月。ISBN 978-4-391-13603-6。
- 『娘が東大に合格した本当の理由 高3の春、E判定から始める東大受験』小学館〈小学館101新書〉、2008年12月。ISBN 978-4-09-825010-3。
- 『百ます計算の真実』学研〈学研新書〉、2009年1月。ISBN 978-4-05-403967-4。
- 『一日3時間以上、勉強するな! 陰山英男オキテ破りの名言集』小学館、2009年3月。ISBN 978-4-09-387851-7。
- 『本当の学力をつける本 学校でできること家庭でできること』文藝春秋〈文春文庫〉、2009年4月。ISBN 978-4-16-775370-2。
- 『家庭で育てる国際学力 陰山英男×藤原和博 新学習指導要領の先まで読む!』小学館、2009年4月。ISBN 978-4-09-837385-7。藤原和博との共著。

### 2010年代
- 『子どもを賢く育てる暮らし方』学研教育出版、2010年3月。ISBN 978-4-05-404500-2。
- 『若き教師のための授業学 学力を伸ばす学級づくり』日本標準、2010年4月。ISBN 978-4-8208-0452-9。
- 『子どもの学力に不安を感じたときに読む本 新学習指導要領に対応した新しい勉強法』小学館、2011年6月。ISBN 978-4-09-388191-3。
- 『親が伸びれば子は伸びる』朝日新聞出版〈朝日文庫〉、2011年11月。ISBN 978-4-02-261710-1。
- 『親バカってすばらしい! 陰山英男先生の子育て処方箋』講談社〈げんきの本〉、2012年4月。ISBN 978-4-06-217560-9。
- 『人生にとって意味のある勉強法 英語やお金の教養を磨く陰山メソッド』PHP研究所〈PHP新書〉、2014年5月。ISBN 978-4-569-81919-8。
- 『陰山英男の英語学習「再入門」』ダイヤモンド社、2011年12月。ISBN 978-4-478-00228-5。
- 『誰も教えてくれなかったクラスを動かす技術!』学陽書房、2013年3月。ISBN 978-4-313-65241-5。
- 『このままでは学校はもたない! みんなで考えたい、学校教育のこれから』教育開発研究所、2014年3月。ISBN 978-4-87380-662-4。
- 『陰山英男の「集中力」講座』ダイヤモンド社、2016年1月。ISBN 978-4-478-06315-6。
- 『だから、子ども時代に一番学習しなければいけないのは、幸福です』小学館、2016年2月。ISBN 978-4-09-840164-2。
- 『子どもの頭が45分でよくなるお父さんの行動』PHP研究所、2016年3月。ISBN 978-4-569-82911-1。
- 『陰山式ぜったい成績が上がる学習法』毎日新聞出版、2016年7月。ISBN 978-4-620-32391-6。
- 『日本の教育の危機はどこにあるか』水王舎、2016年9月。ISBN 978-4-86470-059-7。出口汪との共著。
- 『人生を変えるポジティブ習慣』リベラル社、2016年12月。ISBN 978-4-434-22857-5。
- 『おとなの頭を磨く生き方講座』海竜社、2017年2月。ISBN 978-4-7593-1523-3。
- 『徹底反復で子どもを鍛える』中村堂、2017年11月。ISBN 978-4-907571-40-5。徹底反復研究会との共著。
- 『頭のいい子が育つ「最高の生活習慣」』PHP研究所〈PHP文庫〉、2018年4月。ISBN 978-4-569-76829-8。
- 『子どもの学力がグングン伸びる古典音読』致知出版社、2019年8月。ISBN 978-4-8009-1212-1。

### 2020年代
- 『学校を変える15分 常識を破れば子どもは伸びる 2020最新版』中村堂、2020年3月。ISBN 978-4-907571-65-8。
- 『子どもの幸せを一番に考えるのをやめなさい』SBクリエイティブ〈SB新書〉、2021年6月。ISBN 978-4-8156-1030-2。

## メディア出演

### テレビ
- 日経スペシャル ガイアの夜明け 学力崩壊を防げ!　〜教育改革の現場から〜 ＜シリーズ・日本の知を問う　第1弾＞（2003年8月26日、テレビ東京）[5]。
- 陰山英男の子育て家庭塾（2010年、BS日テレ）

### ラジオ
- 陰山英男のヒューマン・ラボ（2010年 - 2011年、TOKYO FM）
- 陰山英男の放課後ラジオ（2010年 - 、RCCラジオ）
- RADIO LABO（2013年 - 、α-STATION）
- 陰山英男の教育ラジオ（2018年 - 、RSKラジオ）

## ゲーム
※全てニンテンドーDS用ソフト
- 隂山英男のIQティーチャー（IEインスティテュート、2006年3月30日）
- DS隂山メソッドシリーズ（小学館）
  - DS隂山メソッド 電脳反復 ます×ます百ます計算（2006年12月7日）
  - DS隂山メソッド 電脳反復 正しい漢字 かきとりくん（2007年4月5日）
  - DS隂山メソッド 電脳反復 正しい漢字かきとりくん 今度は漢検対策だよ!（2007年11月29日）
  - DS隂山メソッド 電脳反復 ます×ますプレ百ます計算 百ますの前にこれだよ!（2007年12月13日）
  - DS隂山メソッド 電脳反復 地理・歴史・公民 まる×まる社会科（2010年1月28日）
- 隂山英男の反復音読DS英語（IEインスティテュート、2008年12月4日）